# Birinşi Lïga 2016
La Birinşi Lïga 2016 è stata la 22ª edizione della seconda serie del campionato kazako di calcio. La stagione è iniziata il 15 aprile 2016 ed è terminata il 7 agosto successivo. Nel novembre dello stesso anno, si è disputato lo spareggio promozione-retrocessione.

## Stagione

### Novità
Al termine della stagione 2015 non ci sono state retrocessioni in Ekinşi Lïga, tuttavia il CSKA Almaty è stato estromesso dal campionato per motivi finanziari. Spartak Semeı e Vostok Óskemen, invece, si sono fuse dando vita all'Altaı. Infine il Laşın, al termine della passata stagione, si è sciolto. Dalla Qazaqstan Prem'er Ligasy è retrocesso il Qaisar. Il Bolat, terminata la passata stagione, ha annunciato che non si sarebbe iscritto al successivo campionato, venendo così sostituito dalla seconda squadra dello Shahter Qaraǵandy, denominata Shahter-Bolat.

### Formula
Le dieci squadre si affrontano in un girone all'italiana con partite di andata e ritorno, per un totale di 18 giornate. Al termine del girone, le prime sei classificate si affrontano in una poule per decidere la vincitrice del campionato; un'altra poule è invece composta dalle rimanenti quattro, dove non è prevista alcuna retrocessione.

## Stagione regolare
|  | Pos. | Squadra       | Pt | G  | V  | N | P  | GF | GS | DR  |
|  | ---- | ------------- | -- | -- | -- | - | -- | -- | -- | --- |
|  | 1.   | Qaisar        | 42 | 18 | 12 | 6 | 0  | 32 | 5  | +27 |
|  | 2.   | Qyzyljar      | 36 | 18 | 10 | 6 | 2  | 34 | 14 | +20 |
|  | 3.   | Altaı (-9)    | 32 | 18 | 12 | 5 | 1  | 32 | 7  | +25 |
|  | 4.   | Maqtaaral     | 30 | 18 | 8  | 6 | 4  | 21 | 16 | +5  |
|  | 5.   | Ekibastuz     | 29 | 18 | 8  | 5 | 5  | 13 | 11 | +2  |
|  | 6.   | Kaspıı        | 28 | 18 | 8  | 4 | 6  | 28 | 16 | +12 |
|  | 7.   | Qyran         | 25 | 18 | 8  | 1 | 9  | 24 | 20 | +4  |
|  | 8.   | Shahter-Bolat | 11 | 18 | 3  | 2 | 13 | 15 | 31 | -16 |
|  | 9.   | Baıqońyr      | 7  | 18 | 2  | 1 | 15 | 11 | 46 | -35 |
|  | 10.  | Bäýterek      | 3  | 18 | 1  | 0 | 17 | 9  | 53 | -44 |

Legenda:
      Ammesse alla poule promozione
      Ammesse alla poule 7ª-10ª posizione
Note:
Tre punti a vittoria, uno a pareggio, zero a sconfitta.

## Poule promozione
|  | Pos. | Squadra   | Pt | G  | V  | N | P  | GF | GS | DR  |
|  | ---- | --------- | -- | -- | -- | - | -- | -- | -- | --- |
|  | 1.   | Qaisar    | 67 | 28 | 20 | 7 | 1  | 49 | 9  | +40 |
|  | 2.   | Altaı     | 58 | 28 | 17 | 7 | 4  | 49 | 17 | +32 |
|  | 3.   | Qyzyljar  | 51 | 28 | 14 | 9 | 5  | 45 | 25 | +20 |
|  | 4.   | Kaspıı    | 43 | 28 | 12 | 7 | 9  | 38 | 29 | +9  |
|  | 5.   | Maqtaaral | 41 | 28 | 11 | 8 | 9  | 31 | 31 | 0   |
|  | 6.   | Ekibastuz | 30 | 28 | 8  | 6 | 14 | 17 | 27 | -10 |

Legenda:
      Promossa in Qazaqstan Prem'er Ligasy 2017
 Ammessa allo spareggio promozione-retrocessione
Note:
Tre punti a vittoria, uno a pareggio, zero a sconfitta.

## Poule 7ª-10ª posizione
|  | Pos. | Squadra       | Pt | G  | V  | N | P  | GF | GS | DR  |
|  | ---- | ------------- | -- | -- | -- | - | -- | -- | -- | --- |
|  | 7.   | Qyran         | 34 | 24 | 11 | 1 | 12 | 31 | 26 | +5  |
|  | 8.   | Shahter-Bolat | 19 | 24 | 5  | 4 | 15 | 23 | 37 | -14 |
|  | 9.   | Baıqońyr      | 14 | 24 | 4  | 2 | 18 | 17 | 54 | -37 |
|  | 10.  | Bäýterek      | 13 | 24 | 4  | 1 | 19 | 17 | 62 | -45 |

## Spareggio promozione/retrocessione
|       | Risultati |       | Luogo e data            |
| ----- | --------- | ----- | ----------------------- |
| Taraz | 0 - 3     | Altaı | Astana, 5 novembre 2016 |